# Morblus
Morblus ist eine italienische Bluesband.

## Geschichte
Morblus wurde 1991 von dem Sänger und Gitarristen Roberto Morbioli aus Verona gegründet. Stilistisch bewegt sich das Quartett im Spannungsfeld von Blues, Bluesrock, R&B und Soul. Seit der Bandgründung stand Morblus mit vielen international renommierten Künstlern auf der Bühne, u. a. mit John Mayall, Robben Ford, Ronnie Earl, Justina Lee Brown, Shakura S'Aida, Diane Blue, Martha High und der Louisiana Mojo Queen (Ms Zeno).

## Diskografie

### CDs
- Let the Good Times Roll - 1995 (with Guest: Sandra Hall)
- 101% Pure Morblus Live - 1997   (with The Boomer Horns)
- 7 Days of R&B - 1999   (with Jesse Yawn & The Boomer Horns)
- Push - Live at Fiamene - 2001
- Mrs Miller - 2003.
- I Can't Go Wrong - 2006.
- On the Way Back - Live in Europe - 2010 (Stormy Monday Records)
- Live at the Camploy Theatre - 2012 (Stormy Monday Records)
- Two Lives - One Soul Doppel-CD, Reissue von 101% Pure Morblus und Push - Live at Fiamene - 2013 (Phamosa Records)
- A Touch of Blues - 2013 (with Justina Lee Brown)(Phamosa Records)
- Green Side - 2013 (Jazzhaus Records)

### DVD
- Road Tracks - Morblus Live! - 2007